# Agrilus numbat
Agrilus numbat es una especie de insecto del género Agrilus, familia Buprestidae, orden Coleoptera.
Fue descrita científicamente por Curletti, en 2001.